# 太陽変動

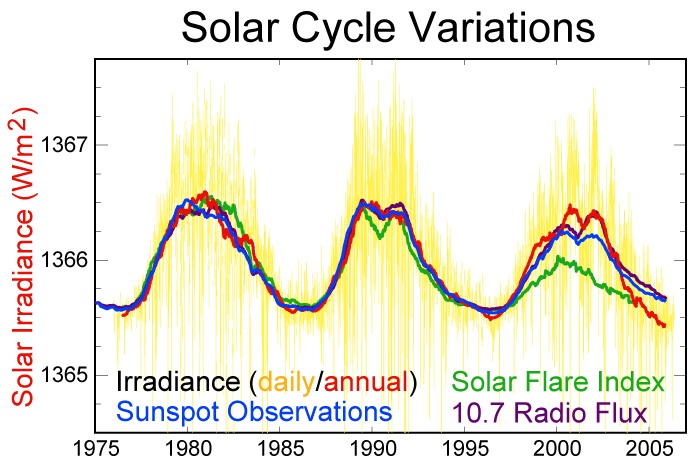
ここ30年の太陽変動の様子

太陽変動（たいようへんどう、太陽活動変動、太陽活動変調、英: Solar variation）は、太陽からの放射量の変化を指す。
これら変動はいくつかの周期単位が存在する。最も基礎的なものとして、11年の太陽活動周期 (黒点周期) があり、典型的な非周期的変動である。
太陽活動は、ここ最近の10年間は衛星観測から、それ以前は「間接的」な変動因子から計測されていた。気候学者たちは、何らかの太陽活動変化特に地球に影響を与える変動因子を解明することに関心を寄せており、地球の気候変化に影響する太陽活動変化を「太陽の放射強制力」と呼ぶ。
全太陽放射照度 (TSI) の変動計測は、衛星観測時代以前には、計測閾値以下の変動にとどまっていたが、現在では紫外線領域の数パーセント程度の小さな変動を捕らえている。太陽全放射は、現在 (最近の11年周期・第23期) において、約0.1パーセントまたは約1.3W/m2の極大-極小変動幅を記録している。
地球大気圏の外表面で太陽放射を受け取る量の変化は、平均値1.366ワット毎平方メートル (W/m2) に比してごく僅かである。
長期間の直接計測による変化記録 (衛星観測) は存在しない。また代理変数として解釈可能な変化も近年の議論の結果、現在から2000年前まで0.1パーセント前後の幅でしかないことが判明したものの、その一方で、他の痕跡により1675年から2000年までに放射照度が0.2パーセント増加したという。太陽の活動変化と火山活動が組み合わさる効果は、マウンダー極小期のように気候変動に顕著な影響を及ぼす。
2006年、太陽活動に関する研究と、現存する研究書と出版物のレビューがネイチャーに掲載された。この報告書は「1970年代の半ばから、太陽の輝度について純増が見られず、太陽の熱出力の変化が過去400年に渡って地球温暖化に対する影響を殆ど与えていない」というものであった。しかしながら、同じ報告書の著者たちは「太陽の輝度を別にしては、宇宙線や太陽紫外線の与える気候への微妙な影響を語ることは出来ない。研究者たちにとって、これらの影響については、物理モデルの開発が未だ貧弱なために、確証を得るには至っていない。」と述べている。

## 太陽活動変動研究の歴史

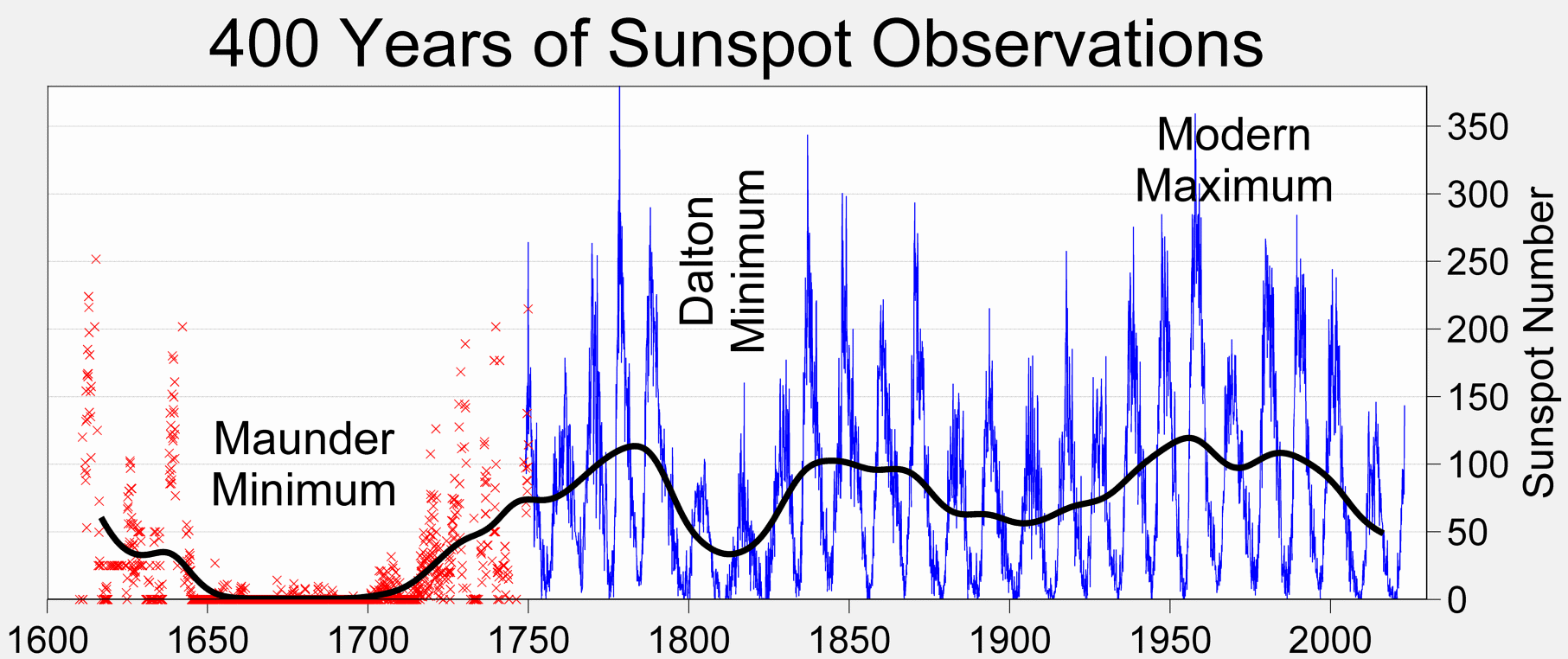
ウォルフ黒点相対数400年の変遷

太陽活動の変化を捉える最も古くから続く記録は太陽黒点数の変化である。太陽黒点に関する最初の記録は、中国で紀元前800年頃に行われ、日付を確認できる最古の黒点の描写は西暦1128年のことであった。西暦1610年頃から、天文学者たちは天体望遠鏡を用い、太陽黒点とその活動について観測を開始した。初期の研究は、黒点現象そのものと振る舞いに重点がおかれた。発見以来、黒点の物理学的側面については1900年に至るまで解明されなかったが、観測は続けられた。太陽黒点に基づく太陽変動の研究は、1600年から1700年の間、現在ではマウンダー極小期として知られる太陽活動低下期に差し掛かって太陽黒点数が極端に減少したことから、低迷を余儀なくされる。その後1800年代に至ってようやく太陽活動の周期性を示唆するに十分な数の黒点観測記録が揃うことになった。1845年プリンストン大学の教授ジョセフ・ヘンリーとステフェン・アレクサンダー (天文学者) は、サーモパイルを用いて太陽を観測し、太陽黒点からの熱放出がそれ以外の太陽表面よりも小さいことを突き止めた。太陽表面には、平均よりも高い放出量を示す場所白斑があることも、後の観測から見出された。
1900年頃から、研究者たちは太陽活動と地球気象の相関に付いて探求を開始した。特筆すべきものとして、チャールズ・アボットによる一連の研究がある。アボットは、スミソニアン天体物理観測所すなわちSAOに、サミュエル・ラングレーの助手として入り、ラングレーの始めた太陽定数の研究に関わって、太陽放射量の変化を見出した。(太陽定数を参照) アボットの観測チームは、太陽放射量を計測する為、1909年に計測機器の開発を行った。後にアボットが、SAO所長に就任すると、観測チームによってチリのカラマに観測所が設けられ、ウィルソン山天文台の観測を補完するようになった。これら観測からアボットは、27調和周期、7,13,39か月の周期パターンが273か月のヘール周期内にあることを見出した。アボットは、月単位の諸都市の気温とその統計や太陽活動の統計の間に、地球の天候に結びつくようなものを探していた。同じ頃に、年輪年代学が登場したことで、ウァルド・グロックをはじめとするような科学者たちは、樹木の生長と太陽変動周期を1000年の規模での太陽定数の長期的な変動の連関に結び付けようと試みた。
統計学的研究、すなわち太陽活動に関する気象と気候の関係について、一般的に行われるようになったのは、ここ数百年程度であり、遡って1801年に ウィリアム・ハーシェルにより、小麦の価格と太陽黒点の記録に付いて明白な関連があるとする記述がなされている。
今や彼ら研究者たちは、太陽活動変動の効果が地球の気候システムを通して伝播される詳細な過程を調査するために合成、もしくは観測された太陽活動変動に関する地上観測網、および気象衛星観測からの結果、もしくは、「既知の」気候モデルへの「はめ込み」などから集成された、高密度かつ地球規模の観測データの集合体に取り組んでいる。

## 太陽活動

### 太陽黒点

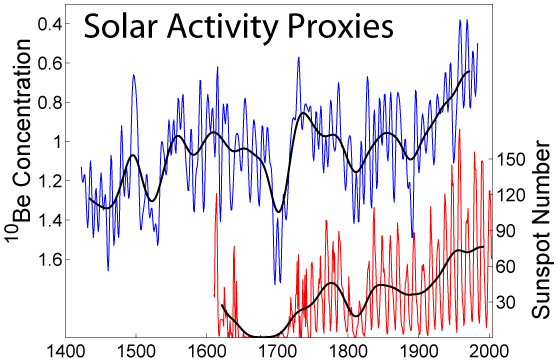
Graph showing proxies of solar activity, including changes in sunspot number and cosmogenic isotope production.

太陽黒点とは、相対的に周囲の太陽面領域よりも暗く、強い磁場活動が表層面の対流活動を抑制することにより周囲よりも温度が低い領域である。また太陽の黒点数は、太陽放射の強度に相関関係がある。太陽活動の変化量の小さい (1ワット平方メートルまたは全放射比0.1パーセント以下の) 変動記録は、1980年代になって衛星による計測が可能になってはじめて得られるようになった。アボットの計測記録を基礎として、Fouka 他 (1997) らは、全太陽面中で太陽放射の高い放射領域が黒点に関連することを明らかにした。気象観測衛星ニンバス7号 (1978年10月25日打ち上げ)、太陽観測衛星ソーラーマックス (1980年2月14日打ち上げ) は、太陽黒点を取り巻く領域が、他の領域よりもより強く輝くことを検出し、太陽黒点の増加が太陽の輝きを強める効果を持っていることを見出した。
太陽直径の変化は、太陽活動変動から引き起されているかもしれないという仮説が以前から存在する。しかし近年の研究、その多くが太陽観測衛星SOHOに搭載された、マイケルソン・ドップラー撮影装置による計測により、直径そのものの変化が小さく僅か0.001パーセント程度であることが示された (Dziembowski 他, 2001)。

Reconstruction of solar activity over 11,400 years. Period of equally high activity over 8,000 years ago marked.

これらのさまざまな研究は、黒点数 (数百年にわたる記録) を太陽活動の代理変数として (この数十年は詳細な記録がなされているものとして) 利用している。地上観測機器においても、高層観測、衛星機器と相互比較されて較正されるようになっている。また研究者らは、現在読み取られているデータと過去のデータを繋げるための補正係数を得ている。他の代理変数となるデータ、たとえば多量の地球外から到達する放射性同位体、などは、太陽磁気活動とともに精度の高い太陽の輝度を推論するために用いられている。
太陽活動度は、約300年間、ウォルフ黒点相対数によって測定されていた。この指数 (チューリッヒ数としても知られる) は、黒点の数と黒点群の数に幾つかの補正係数によって求めている。2003年に、フィンランドのオウル大学のイリヤ・ウソーキンの研究により、太陽黒点は1940年頃から現在に至るまで、ここ1150年間で最も活動的であることが示された。
現在から遡って過去11400年間の太陽黒点数は、年輪年代学による14C蓄積量によって再構成された。現在から過去70年間の太陽活動レベルは例外的に高く、同程度の規模での活動は8000年以上前に遡るものである。太陽の磁気活動がこのように高レベルであるのは過去11400年間の10％前後に過ぎず、ほとんどの活動極大の前駆的期間は、現在の活動レベルに至る状況よりも 短いものであった。
| 現象名             | 経     | 至     |                    |
| ------------------ | ------ | ------ | ------------------ |
| オールト極小期     | 1040年 | 1080年 | 中世の温暖期を参照 |
| 中世極大期         | 1100年 | 1250年 | 中世の温暖期を参照 |
| ウォルフ極小期     | 1280年 | 1350年 |                    |
| シュペーラー極小期 | 1450年 | 1550年 |                    |
| マウンダー極小期   | 1645年 | 1715年 |                    |
| ダルトン極小期     | 1790年 | 1820年 |                    |
| 現代極大期         | 1950年 | 継続中 |                    |

歴史的に大規模な太陽活動の極小期のリストは、西暦の紀元690年、紀元前360年 (以後西暦の紀元前)、770年、1390年、2860年、3340年、3500年、3630年、3940年、 4230年、4330年、5260年、5460年、5620年、5710年、5990年、6220年、6400年、7040年、7310年、7520年、8220年、9170年
となっている。

### 太陽周期
太陽周期は、太陽活動の周期的変化を指す。幾つかのパターンの存在が提案されており、11年周期、22年周期は長年の観測結果により明白な事実として捉えられている。
- 11年周期: 最も明瞭な点として太陽黒点の増加と減少が約11年の周期で起きるこの現象はシュワーベ周期と呼ばれ、ハインリッヒ・シュワーベの研究によって見出されたことからこの名前がつけられた。バブコックモデルは、この現象について磁場が、もつれて落ちるように見えることに拠るものであると説明している。太陽表面は、黒点が多く存在する時期は同時に白斑も多く発生するため明度的には変化せず、活動量は最も活発となる。
- 22年周期: 太陽研究者ジョージ・ヘールの名前からヘール周期と称される。２つの連続するシュワーベ周期は、それぞれ太陽磁場の反転を伴って現れ、磁極は二回の反転によって元の状態に復する。
- 87年 (70-100 年) 周期: ウォルフガング・グライスベルグの名前に因みグライスベルグ周期と呼ばれる周期で、シュワーベ周期 (11年) の振幅変調であると考えられている。
- 210年周期: シュース周期 (ド・ヴィリエ周期) ブラウン他 (2005年)
- 2,300年周期: ハルシュタット周期

その他のパターンも見つかっている。
- 年輪中の14Cの含有量から: 105,131,232,385,504,805,2241年周期 (ダモン、ソネット 1991年)
- 2億4千万年前のペルム紀末に西デラウェア盆地のキャスティル層から: 2500年周期

太陽強制の周期的変動に対する気候の感受性は、短い周期の変化を抑えてしまう海洋の持つ熱力学的慣性(熱慣性)により、長周期変動が優越する。スキャフェッタとウェストは2005年に、気候の感受性について、22年周期による太陽強制のほうが、11年周期の太陽強制よりも1.5倍も大きく、これらの熱慣性は、気候における温度データに対して約2.2年ほどの応答の遅れを引き起こしたという研究を発表した。

#### パターンから来る幾つかの予想
- 単純なモデルとして、基礎となる11年周期に対し 2 のべき乗と倍数を掛け合わせた調和振動を模した結果は、ほぼ完新世の太陽活動変動と近似する。外挿法から予測される結果として、これから500年間徐々に寒冷化を続ける数百年とその間のさらに小さな温暖化を繰り返しながら小氷期に近い状況に戻っていくことが示される。そして、以前の完新世極大と同様の温暖期は、現在から1500年ほど続く寒冷期の後に訪れるであろう[16]。
- およそ90年の期間がある太陽黒点周期の振幅における準周期的な変化については、若干裏付けが薄い。これらの特徴としては、次のサイクルが2023年に黒点相対数が最大で70±30程度となることや、次の太陽活動周期が2010年に最大となる平均太陽黒点相対数が、およそ145±30になるであろうことを予測する[17]。
- 14Cサイクルは準周期的である。ダモンとソネット (1989) は下記のように将来の気候を予言した:[18]

| 周期長 | 周期名    | 近年にある有意な 14Cアノマリ | 次期 "温暖期" |
| ------ | --------- | ---------------------------- | ------------- |
| 232年  | --?--     | 1922年 (寒冷)                | 2038年        |
| 208年  | Suess     | 1898年 (寒冷)                | 2002年        |
| 88年   | Gleisberg | 1986年 (寒冷)                | 2030年        |

### 地球と太陽の表面の放射照度

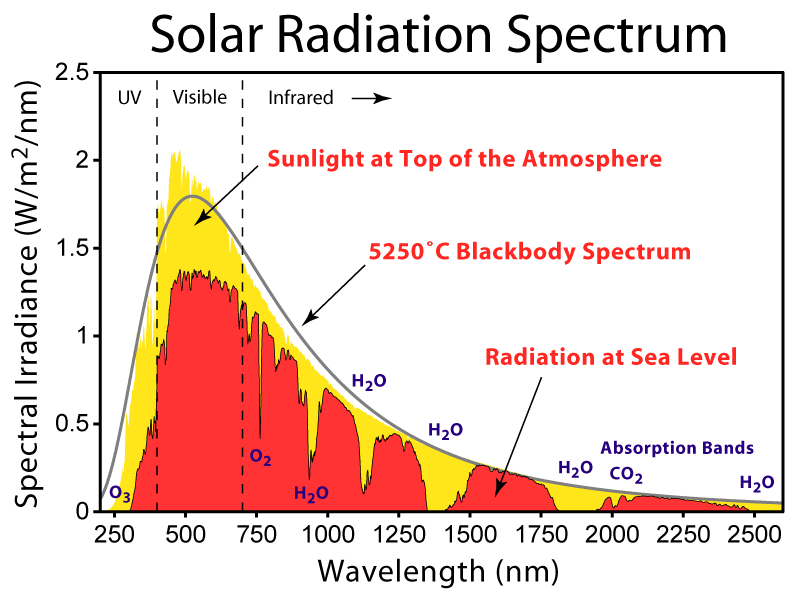
Solar irradiance spectrum above atmosphere and at surface

太陽放射照度または日射量は、地球に到達する太陽光の総量である。現在では、光学的照度、放射線の総量または様々な周波数での電離放射線を測定する機器を用いて測定されている。測定機器による絶対数値化がなされる以前の記録に付いては、他の測定値や代理変数を用いる。
これらの数値には２つの一般的な意味が存在する:
- 大気圏上層に到達する太陽放射
- 大気中の任意の場所に到達する太陽放射、地表面を含む。

大気中に存在する様々な気体元素は、それぞれ異なった周波数の太陽放射線 (加熱を伴う荷電粒子、電離放射線のX線から、紫外線、可視光、赤外線からミリ波以下の電磁波) を吸収し、雲と塵埃も影響を与える。したがって、大気層を通して上層大気に到達する太陽放射の変化を観察するには、大気の吸収量の効果を勘案する必要がある。
実際、地球の表面に到達している太陽の光は、過去５０年間、放射源たる太陽放射がほぼ一定でありながら減少している、という (地球温暖化を参照のこと)、大気汚染に原因を求めることが出来る証拠が存在する。

#### ミランコヴィッチサイクル変動
日射量変動は、太陽の変化ではなく地球と太陽との距離が近づいたり、離れたりすることから生じる、または間接的に地球の存在する領域に到達する放射量の変化であるという説である (註: 地球の歳差、章動との関連。)。これらの (地球上の局部におけるもの；地球全体平均での変化はごく小さい) 太陽の日射で長期間にわたって小さくても25％の変動が発生している。近年で最も顕著な現象としては地球の自転軸の傾きが24度に達した時期、いわゆる完新世の気候最温暖期に先立つ時期おいて、極域の夏に最も太陽が近づいており (近日点)、北半球が受ける日射量が極大となっていた (ミランコビッチ・サイクル を参照のこと)。

## 地球と太陽の相互作用
太陽活動変動が地球に与えるであろう影響に付いては幾つかの仮説が存在する。これらの変動のうち、たとえば太陽直径の変化などによるものなどは、現在、天文学的な領域での関心事にすぎない。

### 総放射照度の変化について
- 総じて、太陽の輝き方は変化している。
- 最近の周期内変動量は約0.1パーセントであった。
- 9～13年、18～25年、100年での太陽変動の周期に呼応する海洋表面の温度変化が測定されている。
- マウンダー極小期から過去300年間、放射量はおそらく0.1～0.6％増加したとされ、気候モデルにおいては0.25パーセントの増加だろうとされている。
- 地球観測衛星 (Active Cavity Radiometer Irradiance Monitors) の記録で再構成されたあるひとつのデータは、現在は太陽活動極小期と極小期の間にあたり、10年に0.05パーセントの太陽活動が増加するトレンドを短期間から得たデータセットから示した。これらは太陽磁気活動観測から高精度の補正を得たグリニッジ黒点数に換算されている[19]。

### 紫外線放射照度の変化
- 紫外線放射照度 (EUV) の変化は、200～300ナノメートル波の紫外線において、太陽活動の極大～極小期間の差は1.5パーセント程度であると見積られている[20]。
- 紫外線がオゾンに吸収またはオゾンの生成によって生じる波長変化によって生じるエネルギー変換は、大気の効果とされる。
  - 高層大気の、30ヘクトパスカル等圧面は、過去4回の太陽活動の周期変化によって高度が変化した。
  - 紫外線放射照度の増加はオゾン生成量を増加させ、成層圏加熱を促進して、成層圏と対流圏の大気循環の (両極における冬季 (地軸傾斜によって長期間に日照がない時期) に成層圏突然昇温などが発生した際、通常の偏西風傾向が、偏東風傾向に変わるなどの現象の) 変位極となる。

### 太陽風の変化と太陽磁気フラックス
- 太陽風の活発さによってさらに強化される地球磁場は、地球大気に到達する宇宙線を減少させる。
- 太陽活動の変化における太陽風は、ヘリオスフィアの大きさと勢力に影響するが、太陽系内に充満する太陽風粒子の量の変化には、更に広範な影響がある。
- 太陽コロナを発生源とする磁気フラックスは過去1世紀で倍化した。それに伴って、宇宙線フラックスは約15パーセント減少した。
- 太陽の総磁気フラックスは1964-1996年の間にf=1.41、1901からはf=2.3ほどの増加があった。

### 雲への影響
- 宇宙線は雲の生成に必要な雲の結晶核の生成に影響をもたらし得る、という仮説が以前から存在する。(スベンスマルク効果) そのような仮説に証拠となるような関連を示す観測結果は、多く見積っても、まだまだ結論を出すには不足である。
- 国際衛星雲気候計画 (ISCCP) から得た、1983年～1994年の記録からは、全地球上の低層雲生成に関して宇宙線フラックスとの高い相関性を示しているものの、この相関性はこの期間に続く観測で崩された[21]。
- 地球のアルベドが最近の太陽周期 (第23期) の5年間で約2.5パーセント減少したことが、月の地球照の観測で見出された。同様の減少が、前の太陽周期 (第22期) における衛星観測データから見出された。
- ヨーロッパ地中海の中核海域に生息する植物性プランクトン研究から、太陽に関連する11年周期が見つかった。また、1760年から1950年にかけて、その増減変動幅が3.7倍になっている。これは雲の生成が減少し海面への太陽光遮蔽が減ったため (日照量が増加したため) のではないかという説が出されている。

## 太陽変動を起因とするその他の影響
太陽変動は、太陽風中の荷電粒子が太陽磁場と地球磁場と相互に影響を与えることから、惑星表面における荷電粒子と電磁場にも変動を与える。極端に突発的で烈しい太陽面現象は、電子機器に影響を与え得る。太陽磁場の弱小化は、地球大気に到達する銀河宇宙線の増加を招き、通常副次的な核種の荷電粒子が地表に到達する。これは宇宙線の変化が、地球のアルベドに影響を与える雲の特定の種類の増加を引き起こす可能性があるという推測に繋がる。

### 地球磁気圏への影響

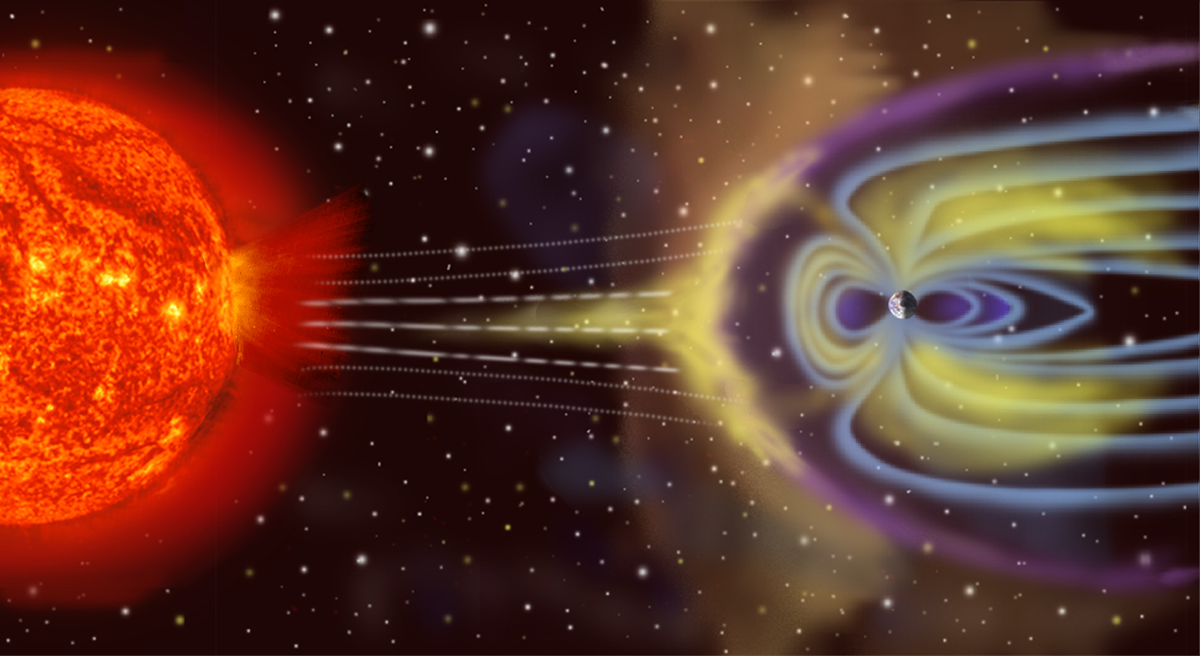
太陽風荷電粒子の地球磁気圏への衝突

地球両極のオーロラは、地球の大気、地球の磁気圏、太陽磁場、そして太陽風の間で起こる相互作用によって生じる視覚可能な現象である。太陽活動の変化はオーロラの見え方に様々な影響を与える。突発的に発生する磁気変動を磁気嵐と呼び、地球の磁場の変化を引き起こして、強烈な障害 (人工衛星、通信、長距離送電路に対する) に至る可能性がある。

### 太陽プロトン現象
高エネルギーの陽子は大規模なフレア現象の30分後に地球圏に到達する。コロナ質量放出は、フレア発生箇所から発生した高エネルギー粒子 (主として陽子) を地球に浴びせる。これらの荷電粒子は地球の磁力線に沿ってらせん状に進み、両極の地球上層の大気粒子に衝突し、イオンの産生と環境放射線の目だった増加を引き起すのだろうと考えられている。

### 銀河宇宙線

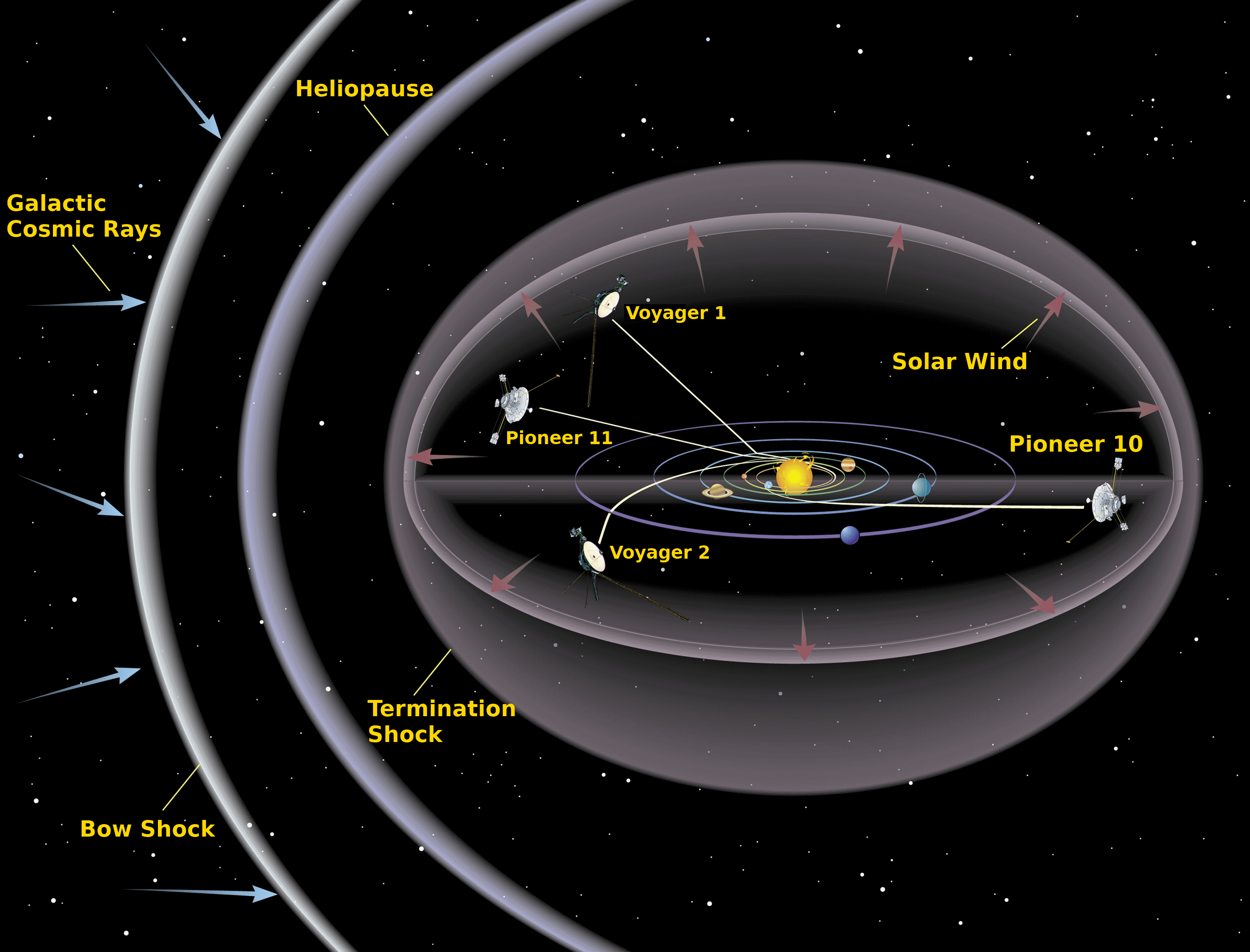
Solar wind and magnetic field create :en:heliosphere around solar system.

太陽表層活動の活性化 (黒点数の増加) は、太陽面から放出される荷電粒子、その殆どが陽子と電子である、すなわち"太陽風"を伴っている。太陽磁気圏、太陽風、地球の磁気圏は、銀河宇宙線 (GCR) に対する遮蔽効果を持ち、太陽活動が低下すると、銀河宇宙線が成層圏から対流圏に侵入する量は増加する。銀河宇宙線の核種は対流圏、地表から1km以上上空では最上位のイオン源である (地表から上空1km以内においては、多くの場所でラドン (222Ra) が主たるイオン源となる)。
過去の銀河宇宙線のレベルは、14Cおよび10Beの産生量に影響することから、間接的に記録されている。
約2300年とされるハルシュタット太陽周期は、ダンスガード・オシュガーサイクルの気候変動に反映するという。約80年～90年のグライスベルグ太陽周期は、同じ周期内に含まれる11年周期に沿った期間変動を示し、このタイムスケールに従った同様の気候変動パターンの発生が見られる。

#### 銀河宇宙線に関する雲への効果
多くのエアロゾルに与えるイオン化量変化の影響は、雲の凝結核形成に与えられる。結論として、イオン化レベルは低層雲の凝結量のレベル、湿度、および雲のアルベドに影響を与えると考えられる。また、これらの大量の凝結核を含む雲の形成はより白く反射し、長寿命に加えて、降水量の低下を招くことも考えられる。曇りがちの天候と同時発生的な雲頂の温度の3から4パーセントの変化は、11年と22年の太陽黒点周期に関連し、同じ期間に銀河宇宙線の増加が「反・並行的」周期として現れていた
という研究がある。雲が原因であるとされる地球全体に平均化した日射遮蔽量の変化は、1.5から2パーセントの範囲で見出された。また、銀河宇宙線と雲量変化についてのいくつかの研究によれば、南北の緯度50度よりも高緯度の領域においては明らかな関連性を見出しているが、低緯度域では、むしろ否定的な結果がもたらされた。何れにせよ、現時点において銀河宇宙線に関する、すべての科学者に受け入れられるような、統計的な気候変動に関する特徴は見出されていない。これは他の太陽変動に属性を持つ現象 (例: 紫外線、総太陽放射の変動に由来するもの) の方が銀河宇宙線の変化よりも遥かに直接的なことによる
他の太陽活動の変動が様々な測定面で同時発生することと、気候システムへの反応が遅れて発生することから、太陽活動の変化に連動する銀河宇宙線の影響をそのまま気候変動などに結びつける解釈を行うことは困難である。

### 炭素14の生成
炭素の放射性同位体;14Cの生成量も、太陽活動に関係している。炭素14は、上層大気の窒素14が宇宙線の荷電粒子によって「爆撃」され、一般的に存在する炭素の同位体12Cより重い不安定な原子量14の炭素に変換することによって生成されている。逆説的ではあるが、太陽活動が活発化すると、強力な電離放射線源でもある太陽風の影響で却って宇宙線の到達量が減少するため、14Cの生成量も減少する。これは、宇宙線が太陽系外から到達する際、太陽磁気圏に沿って放射される太陽風によって部分的に排除されてしまうからだとされる。したがって、太陽活動の変化と宇宙線の強度に関連する炭素14の生成量は反比例する。
よって、大気中には、黒点数の多い極大期、14Cの存在比が少なく、黒点極小期は14Cの存在比が高くなる。樹木は成長にする際、14Cを取り込むため、冬ごとに刻まれる年輪を調べることにより残存する放射性炭素から生成量を年代ごとに計測することができる。過去10,000年に亘る記録を紐解いた結果、14Cの生成量は完新世中期の7000年前に最も高く、それから約千年掛けて減少したことが判明した。また太陽活動の変化と炭素14の生成量の長期間の傾向、また地球磁気圏の変動の影響と、生物圏における炭素サイクルの変化 (特に最後の氷期以後の植物群の変化に関連づけられたもの) も見出された。

## 地球温暖化
研究者たちは、太陽活動の変動に伴う、地球の平均気温と気候の変化についての関連を－しばしば有意な効果と、そうでないもの－ を見出した。
太陽活動の変化が温暖化に対する影響があるとする研究者には、Geophysical Research Letters, 2002、によれば、 ウィリー・スーン、サリー・バリウナ、ダグラスとクレーダーを含んでいる。
IPCCは、長期間 (最近の100年) における太陽変動の規模について、IPCC第3次評価報告書のセクション6.11で、疑問を呈した。
また、リーン他 (1995年) の論文を含むさまざまな結果も示したが、何れにせよ、1995年のリーンの見積った数値は高すぎ、さらに近年のリーン他の研究 (GRL 2002,) において彼らは、

われわれのシミュレーションは、太陽活動と地球における永年の変化を示す代替的手段 (14Cや、10Beなど宇宙線由来の放射性同位体の生成量や、aa磁気インデックス) が示すことのできる、有史以前の長い期間 (すなわち、悠久の昔) に起きたであろう太陽放射照度の変化を提示するものです。...この提示は全太陽放射照度の重要な長期変動の特徴を捉えそこねているかもしれません。...太陽の気候に対する放射強制力は、総日射量を推定する再構成の実施時には無視されるような他の5つの要因によって減殺されてしまいます。これは、20世紀の温暖化を説明する一般循環モデル (GCM) シミュレーションでは、過剰に太陽放射照度変動が果たす役割を評価しすぎているのでは、ということです。これは、もちろん、11年周期を含めて、複数のタイムスケールにおける太陽の気候変動に対する役割に関して、実証的証拠が成熟していることでもあります。気候の太陽変動に対する反応は、GCMでは典型的に含まれない、気候モードの増幅におそらく関わっているでしょう。...このように、歴史的に長期の気候変動はおそらく、確率論的応答が周期の拡大を増幅することによるものであり、長期にわたる放射照度の変化に直接に関係するものではなく、太陽活動周期の (時間軸に対して) 増幅された周期を追いかけているようなものであるかもしれません。

さらに近年、既存の文献の調査そして検討が2006年9月ネイチャーに掲載され、太陽の輝きは地球の気候に与える影響側面は小さいもので、長期間に亘って続く太陽出力の顕著な変遷のようなものですらも軽視できるという証拠が確実なことを示した。
ロックウッドとフローリックは2007年に、産業革命以前の太陽の気候への影響と、太陽が産業革命以後の20世紀前半の気候変動の要因であったかもしれない決定的証拠を見出した。彼らは、ここ過去20年間以上に渡って、地球の気候に影響を及ぼす太陽の、地球温暖化に対して逆向きに示すことに付いて説明が必要となる、活動変調に付いて (知る限り) 全ての傾向を示した。
この見解に対して、スベンスマルクや、フリス・クリステンセンらが反応し議論となった。まず彼らは対流圏の大気温度の記録データに付いて、ロックウッドとフローリックたちが地上の気温データを用いたことに異議を唱え,2006年に気温が上昇したことと、宇宙線フラックスとの間の顕著な関連について否定的な見解を示している。加えて彼らは、ロックウッドとフローリックが提示し、彼らが用いた約10年間に亘るデータに付いて、それらが徐々に温度上昇を示していることを、指摘した。彼らの反応は、未だ専門家によって査読される専門誌に掲載出版はされていない。

### 太陽変動と気候変動に対する理論
太陽の出力変化によって説明される気候変動と地球温暖化への寄与については、以前から示唆されている。最も受け入れられている気候に対する太陽変動の影響とは、直接の太陽放射強制力が挙げられる。直接の太陽放射よりも強いと主張される仮説を唱える人々と (地球温暖化に関して？) 太陽活動の増加が第一の原因であるとする人々から気温と太陽との明瞭な相関について、説明を試みるさまざまな仮説が提出されている20世紀中、この手の自然現象に関する仮説が次々に現れては消えたことがひとつの要因となって、気象学者のコミュニティでは、これら仮説に対して懐疑的態度を表明している。
カットレンブルク＝リンダウにあるマックス・プランク太陽システム研究所のサミ・ソランキはこのように語った:

太陽は過去60年間以上、最も強い活動時期にあり、現在進行中の地球温暖化に影響を及ぼしていると思われる... (現在) 太陽のより強い放射と、高いレベル で推移するいわゆる”温室ガス"濃度は共に地球の気温の変化に影響を寄与している、しかしこの影響が (過去の様々な変動によるもの) より大きいものだった のかを明言することはできない。

このような発言の一方でソランキは、科学的通念に従い、1980年頃以来の地球大気温度の著しい急上昇は人間の活動に起因することに、同意している。

太陽活動の果たしている役割の大きさがどれだけかとは、今まさに調査すべき課題で、それ以来、私たちがもつ太陽磁場の変動についての最新の知見によって、1980年から始まった明らかな地球の平均気温上昇の徴候は、全て二酸化炭素によって引き起こされた効果に帰されるべきであると結論しました。

ハーバード大学のウィリー・スーンとサリー・バリウナは、過去の太陽黒点数変化に着目して、気温変化の代理変数とした。彼らは、太陽黒点が少ない時期には、地球は寒冷期 (マウンダー極小期、小氷期を参照) を迎え、太陽黒点が多い時期には地球は温暖化している、と報告書に記した。
これらの理論には通常３つのタイプのどれかが当てはまる:
- 太陽の放射照度の変化は、気候に直接的影響を与えるとするもの。これは、太陽放射照度の変動の振幅も観測された関係もいくつかの増幅プロセスを欠いて小さいため、一般的に可能性は低いと考えられている。
- 紫外線の量の変動に効果があると着目するもの。紫外線量の変化は、太陽変動を総合した変動よりも大きい。
- 宇宙線における変化によって齎された効果 (宇宙線量は、太陽風の変動、太陽活動の変動が影響する) 例えば、雲量 (アルベド) の変化

相関関係はしばしば発見されるにもかかわらず、相関関係の背後にあるメカニズムは多くの場合推測するほかない。多くの推測に対する評価は時が経つにつれて、悪評に塗れることとなった。論文 "Solar activity and terrestrial climate: an analysis of some purported correlations" (太陽活動と地球の気候: 相関関係に関する幾つかの主張についての析) (J. Atmos. and Solar-Terr. Phy., 2003年刊 pp.801-812) において、ピーター・ラウトは最も良く知られており著名なスヴェンスマルクとラッセンの示した問題 (後述) を取り上げた。ダモンとラウトのEos (地球観測システム) 報告は「これらのグラフで表示された一見強い相関関係は物理データの恣意的な扱いによる。それにも関わらず、グラフはまだ文献などで広く参照され、ミスリードされた特性については、未だ一般に認知されていない。」と述べている。
1991年、コペンハーゲン、デンマーク気象研究所のナッド・ラッセンと彼の協力者エギル・フリス＝クリステンセンは、太陽周期の長さと、北半球の気温変化との関係に強い因果関係を見出した。手始めに彼らは、1861から1989年にかけての太陽黒点と気温についての計測記録を調べたが、後に4世紀前まで遡れる気候の記録によって彼らの探し出したデータを補強した。この関係はこの期間にわたる測定された温度変化のほぼ80パーセントを占めたとされる (グラフ参照)。一方で、ダモンとラウトは、グラフが幾つかのエラーをフィルタして補正されたことを示し「近年の地球温暖化に対するセンセーショナルな同意が、全世界的な注目を引き起こしたために、(その事実は) 全くかき消されてしまった。それにもかかわらず、作者と他の研究者は古い紛らわしいグラフを参照示し続けるのだ。」と述べた。(「グラフ参照」先のリンクこそ、この一例であることに注意。)
ハーバード・スミソニアン天体物理学センターの天文学者、サリー・バリウナは、太陽の変化による「近年の地球温暖化の突出を含む、数値評価可能な過去300年における地球の気候変動」の主唱者の一人である。
2006年5月6日、ニュー・サイエンティスト (New Scientist) 誌は、ラッセンと天体物理学者ピーター・シェル (Peter Thejill) が、1991年に発表されたラッセンの研究を更新し、気候と太陽変動との関連説では、未だ1900年以来の温度上昇の約半分を (太陽変動の要素が) 占める事を 説明できるが、1980年以後の0.4℃の上昇を説明できないでいるという記事を掲載した。「このカー は1980年以降、逸れていく」とシェルは述べ、続けて「ここに驚くべき程の偏差が存在する。何か他の力が気候に作用している…まさに温室効果の影響の証拠に他ならない。」と述べた。
この発表後、同年に、ピーター・ストット (Peter Stott) と英国はハドレーセンターの他の研究者は、論文を発表した。彼らは20世紀の気候に関する、これまでに最も包括的と考えられるシミュレーション・モデルについて報告を行った。彼らの研究は、人為的要因強制 (温室効果ガスや硫酸塩エアロゾル) と同じような、自然強制代行者 (太陽活動の変化と火山活動の排出物) を見つけることであった。彼らは「太陽の影響は、この世紀 (20世紀) 前半期までの放射照度記録を用いて再構成した結果に基づいて、目だった寄与があったと思われるが、後半の期間に入ってからは、我々は、人為的要因として温室効果ガスの増加が、広汎に観測された温暖化の主原因となることを見出し、バランスをとり得る幾つかの寒冷化要因に、人為的な要因としての硫酸塩エアロゾルの増加 (日傘効果を参照) によるものは見られても、太陽の影響が顕著であった証拠は見出さなかった。」と述べた。ストットのチームは、これらの要因すべてを結合することで、それらが密接に20世紀中の全体的な温度変化をシミュレートすることを可能にした。そして彼らは、継続的に続く温室効果ガスの排出が、「最近十年間の観測されたものと同じ変化率で」未来の温度上昇を引き起こすことを予測した。それらの太陽の放射強制力が宇宙線などを介した間接的な効果ではなく、いまだ、受け入れられたメカニズムが全く存在していない - これらの考えがまだ具体的に肉付けされていない「太陽放射照度におけるスペクトルの変化が決定すること」を - 含んでいたことに注意が必要である。加えて、この研究は「歴史的に強制に対する知識の不明確さ」を指摘する。--言い換えれば、過去の自然由来の強制力は、おそらくは海洋のもつ影響により、温暖化効果に対する遅れの効果を持っている可能性があることを示唆している。

### 歴史的視点
物理学者兼歴史学者のスペンサー・ワートは、『温暖化の〈発見〉とは何か』(The Discovery of Global Warming, 2003) において:

太陽黒点周期の研究は、総じて20世紀前半までに一般的になった。やがて各国政府は大量に収集した気象データを利用し、その必然的結果として太陽黒点周期と、選択的気象パターンの関連を見出すに至った。もし、イングランドでの降雨が周期中に合致しなければ、おそらくニューイングランドが嵐に見舞われるであろうといったようなことである。偉大な科学者と、熱狂的アマチュアたちは、口々に「予想に十分なほど信頼性の高いパターンを発見した」と主張をするようになったのだが、遅かれ早かれこれらの試みは全て失敗に終わった。たとえばアフリカにおける旱魃に関する信頼性の高い予測は、1930年代の黒点最小時のことだったが結局は湿潤多雨な天候になってしまい、ある気象学者は「当時、太陽黒点と気象関係の対象は論争になったこと、その結果、何人かのイギリス人の気象学者のなかで最も尊敬された上司が面目を失った」ことを記憶していた。1960年代に至っても彼は、「若い "気候研究者" のお笑い草となる太陽活動と気候の関係についての意見の表明とは、まさに自らに奇想家のレッテルを付けることそのものでした。」と述べていた。
The study of [sun spot] cycles was generally popular through the first half of the century. Governments had collected a lot of weather data to play with and inevitably people found correlations between sun spot cycles and select weather patterns. If rainfall in England didn't fit the cycle, maybe storminess in New England would. Respected scientists and enthusiastic amateurs insisted they had found patterns reliable enough to make predictions. Sooner or later though every prediction failed. An example was a highly credible forecast of a dry spell in Africa during the sunspot minimum of the early 1930s. When the period turned out to be wet, a meteorologist later recalled "the subject of sunspots and weather relationships fell into dispute, especially among British meteorologists who witnessed the discomfiture of some of their most respected superiors." Even in the 1960s he said, "For a young [climate] researcher to entertain any statement of sun-weather relationships was to brand oneself a crank.